# Phil Bennett
Pour les articles homonymes, voir Bennett.

a Compétitions nationales et continentales officielles uniquement.

b Matchs officiels uniquement.
Phil Bennett, né le 24 octobre 1948  à Felinfoel et mort le 12 juin 2022 , est un joueur de rugby à XV gallois, évoluant au poste de demi d'ouverture. Il a joué pour l'équipe du pays de Galles de 1969 à 1978 ainsi que pour les Lions britanniques et les Barbarians. En 2005, il entre au Temple international de la renommée du rugby.

## Carrière
Né à quelques kilomètres de Llanelli, Phil Bennett rejoint très jeune le Llanelli RFC et obtient sa première sélection internationale le 22 mars 1969 contre la France. Il devient à cette occasion le premier remplaçant gallois à entrer en jeu, à la suite de la blessure de Gerald Davies, et participe à la victoire de l'équipe du pays de Galles dans le Tournoi des cinq nations 1969. Après avoir joué ailier et centre, il devient le demi d'ouverture titulaire des Gallois lors de la tournée de l'équipe de Nouvelle-Zélande en Europe en 1972-1973, profitant du départ à la retraite prématuré de Barry John.
Lors de cette tournée, il réussit d'abord l'exploit de battre les All Blacks avec son club de Llanelli 9 à 3 puis perd avec le pays de Galles 19 à 16, en marquant 4 pénalités. En janvier 1973, il fait partie de l'équipe des Barbarians qui gagne contre les Néo-Zélandais 23 à 11 et est notamment à l'origine, en relançant un ballon récupéré à 10 mètres de sa ligne, d'un essai remarquable qui sera marqué par Gareth Edwards après deux minutes de jeu. En cette même année, il devient capitaine de Llanelli et participe, en 1974, à la tournée victorieuse des Lions britanniques en Afrique du Sud. Il y joue les quatre test matchs et marque 26 points. Avec le pays de Galles, il remporte le Tournoi des cinq nations 1975 puis réalise le Grand chelem en 1976. En 1977, il est désigné capitaine des Lions pour la tournée en Nouvelle-Zélande et marque à nouveau 18 points en quatre matchs.
Phil Bennett joue son 29e et dernier match international contre la France le 18 mars 1978, il contribue largement au succès de son équipe en marquant les deux essais gallois et une transformation et remporte ainsi un nouveau Grand chelem. En 1979, il quitte sa fonction de capitaine de l'équipe de Llanelli et joue son dernier match en 1981 après 16 années passées au club. En 2005, il entre au Temple international de la renommée du rugby.

## Palmarès
- 29 sélections pour le pays de Galles entre 1969 et 1978.
- 4 essais avec l'équipe nationale.
- 8 sélections avec les Lions britanniques et irlandais .
- Deux Grands Chelems en 1976 et 1978.

## Distinctions
En 2005, il entre au Temple international de la renommée du rugby.